# Sara Pérez
Sara Pérez de Madero, geboren Sara Pérez Romero (San Juan del Río, 19 juni 1871 - Mexico-Stad, 31 juli 1952) was de echtgenote van Francisco I. Madero, president van Mexico van 1911 tot 1913.
Pérez kwam uit een aanzienlijke familie uit de staat Querétaro. In 1903 huwde zij Madero. Zij vergezelde haar man tijdens de presidentscampagne van 1910, tijdens zijn gevangenschap en tijdens de eerste fase van de Mexicaanse Revolutie.
Na de omverwerping en dood van haar echtgenoot in 1913 bleef zij nog jarenlang een populaire en graag geziene persoon in het openbare leven van Mexico. Ze overleed in 1952.